# Edmund Mortimer (1251-1304)
Edmund Mortimer (1251 - Wigmore, 17 juli 1304) was van 1282 tot aan zijn dood baron Mortimer.

## Levensloop
Edmund Mortimer stamde uit de familie Mortimer, een adellijk Anglonormandisch geslacht dat veel aanzien genoot en omvangrijke bezittingen bezat, vooral in de Welsh Marches. Hij was de tweede zoon van Roger Mortimer, de eerste baron Mortimer, uit diens huwelijk met Maud de Broase. Als jongere zoon was hij aanvankelijk bestemd voor een geestelijke loopbaan. Reeds in 1265 werd Edmund benoemd tot schatbewaarder van de Kathedraal van York. Vervolgens studeerde hij theologie aan de Universiteit van Oxford. In deze stad verbleef hij in de woning van Walter Giffard, de aartsbisschop van York.
Na de onverwachte dood van zijn oudere broer Ralph in 1274 werd Edmund de erfopvolger van zijn vader. Hij bleef echter in Oxford en keerde pas na de dood van zijn vader in 1282 terug naar de Welsh Marches. Op 24 november 1282 verkreeg hij van koning Eduard I van Engeland zijn erfenis, waartoe onder andere de baronie Mortimer en de Welshe heerlijkheden Maelienydd en Gwrtheyrnion behoorden. Om in de gunst van de koning te komen, lokte hij Llywelyn ap Gruffydd, de laatste onafhankelijke vorst van Wales, in de Welsh Marches in een hinderlaag, waarbij die laatste sneuvelde.
Nadat Eduard I Wales had veroverd, werd Edmund in 1283 door de Engelse koning in Winchester tot ridder geslagen. Hij maakte meermaals deel uit van het Parlement van Engeland, waar hij aangesproken werd als baron Mortimer. Daarnaast diende hij als militair in de oorlog tussen Frankrijk en Engeland over Gascogne, die van 1294 tot 1298 duurde, en vanaf 1296 in de oorlog tegen Schotland. Edmund had eveneens een goede relatie met de machtige graaf van Gloucester en steunde diens broer Bogo de Clare, die hem opvolgde als schatbewaarder van de Kathedraal van York, bij de inzameling van prebenden.
In 1304 werd hij bij Builth Wells in een hinderlaag gelokt en zwaar verwond. Edmund werd naar zijn stamresidentie Wigmore Castle gebracht, waar hij korte tijd later aan zijn verwondingen overleed. Bijgezet werd hij in de priorij van Wigmore.

## Huwelijk en nakomelingen
In september 1285 huwde hij met Margaret de Fiennes (1268-1334), een dochter van de Noord-Franse edelman Guillaume de Fiennes. Ze kregen acht kinderen:
- Isolt, huwde eerst met Sir Walter de Balun en daarna met baron Hugh Audley
- Roger (1287-1330), baron Mortimer en eerste graaf van March
- Maud (overleden in 1312), huwde met heer Theobald II van Verdun
- John (overleden in 1318), gedood tijdens een steekspel
- Walter, priester en rector in Kingston
- Edmund, priester, rector in Hodnet en schatbewaarder van de Kathedraal van York
- Hugh, priester en rector van de kerk van Old Radnor
- Elizabeth, kloosterzuster
- Joan, kloosterzuster